# Action Forms
Action Forms — неактивна українська компанія з 2009 (або 2011) року, яка займалася розробкою відеоігор та розташовувалася у Києві, Україна. Заснована 4 квітня, 1995 року. 

## Історія компанії
Компанія Action Forms була створена у квітні 1995 року. У 1997 році здобуває популярність завдяки першій випущеній грі Chasm: The Rift. Згодом прославляється серією відеоігор Carnivores. У 2005 році компанія випустила ігри Вівісектор: Звір усередині та «Острів Скарбів». 5 грудня 2008 року компанія Action Forms реалізує довгоочікуваний проект — гру в жанрі horror/FPS Анабіоз: Сон розуму. З часом основний склад команди розробників від'єднався від студії й заснував нову компанію, Tatem Games, яка від початку заснування займалася розробкою ігор для платформи iOS.

## Ігри Action Forms

### Видані ігри
| Назва                       | Дата виходу | Видавець                                                       | Платформа                                                              |
| --------------------------- | ----------- | -------------------------------------------------------------- | ---------------------------------------------------------------------- |
| Chasm: The Rift             | 1997        | WizardWorks Software, GT Interactive Software, MegaMedia Corp. | DOS                                                                    |
| Carnivores                  | 1998        | WizardWorks Software                                           | Microsoft Windows                                                      |
| Carnivores 2                | 1999        | WizardWorks Software                                           | Microsoft Windows                                                      |
| Carnivores: Ice Age         | 2001        | WizardWorks Software                                           | Microsoft Windows                                                      |
| Острів Скарбів              | 2005        | 1C                                                             | Microsoft Windows                                                      |
| Вівісектор: Звір Всередині  | 2005        | 1C                                                             | Microsoft Windows                                                      |
| Анабіоз: Сон розуму         | 2008        | 1C                                                             | Microsoft Windows                                                      |
| Carnivores: Dinosaur Hunter | 2010        | -                                                              | iOS, Android, PS3 PlayStation Portable (У співдружності з Tatem Games) |
| Carnivores: Ice Age         | 2011        | WizardWorks Software, Infogrames                               | iOS, Android PlayStation Portable (У співдружності з Tatem Games)      |

### Скасовані ігри
| Назва                          | Дата відміни | Видавець                | Платформа         |
| ------------------------------ | ------------ | ----------------------- | ----------------- |
| Duke Nukem: Endangered Species | 2001         | Gathering of Developers | Microsoft Windows |
| Приключения капитана Врунгеля  | 2006         | 1C                      | Microsoft Windows |